# Miradouro da Senhora do Monte
Het Miradouro da Senhora do Monte is een uitkijkpunt gelegen in de freguesia  Graça in Lissabon, Portugal. Het uitkijkpunt ligt vlak naast de Capela de Nossa Senhora do Monte, een kapel die in 1147 werd gebouwd na de herovering van Lissabon. Vanaf deze plek heb je een uitzicht op bezienswaardigheden zoals het Castelo de São Jorge, gelegen in de wijk Baixa Pombalina, de rivier de Taag, de wijk Bairro Alto en het Parque Florestal de Monsanto.

## Geschiedenis
In 1147 werd vlak naast het uitzichtpunt een kapel gebouwd opgedragen aan een van de eerste bisschoppen van Lissabon, die op deze plaats als martelaar zou zijn gestorven. In de 20e eeuw is het uitkijkpunt tweemaal gerenoveerd. Het bevindt zich op het hoogste punt van Graça, waardoor het een van de plaatsen met het beste panoramische uitzicht over de stad is.